# Des restes
Albums de Orchestre rouge
More Passion Fodder
(1983)
Des restes est le troisième album du groupe de rock alternatif franco-américain Orchestre rouge, publié en 1984 sur le label New Rose. L'album est un enregistrement en direct d'un concert du groupe agrémenté de deux titres inédits.

## Liste des titres de l'album
| No  | Titre                | Durée |
| --- | -------------------- | ----- |
| 1.  | Hole in His Thigh    |       |
| 2.  | Catholic Eyes        |       |
| 3.  | Soon Come Violence   |       |
| 4.  | Speakerine           |       |
| 5.  | Friction             |       |
| 6.  | Consul               |       |
| 7.  | Where Family Happens |       |
| 8.  | Seconds Grate        |       |
| 9.  | Shadowplay           |       |
| 10. | Kazzetlers Zeks      |       |

## Musiciens ayant participé à l'album
- Theo Hakola - chant, guitare
- Pierre Colombeau - guitare
- Denis Goulag - guitare
- Pascal des A - basse
- Pascal Normal - batterie